# Rump Parliament
Il Rump Parliament (in italiano il Parlamento "tronco" o "restante" oppure "Parlamento superstite" o anche "Parlamento deretano") è un avvenimento relativo alla Guerra civile inglese e sta ad indicare ciò che restava del Lungo Parlamento dopo la cosiddetta Purga di Pride del 6 dicembre 1648.

## Contesto storico

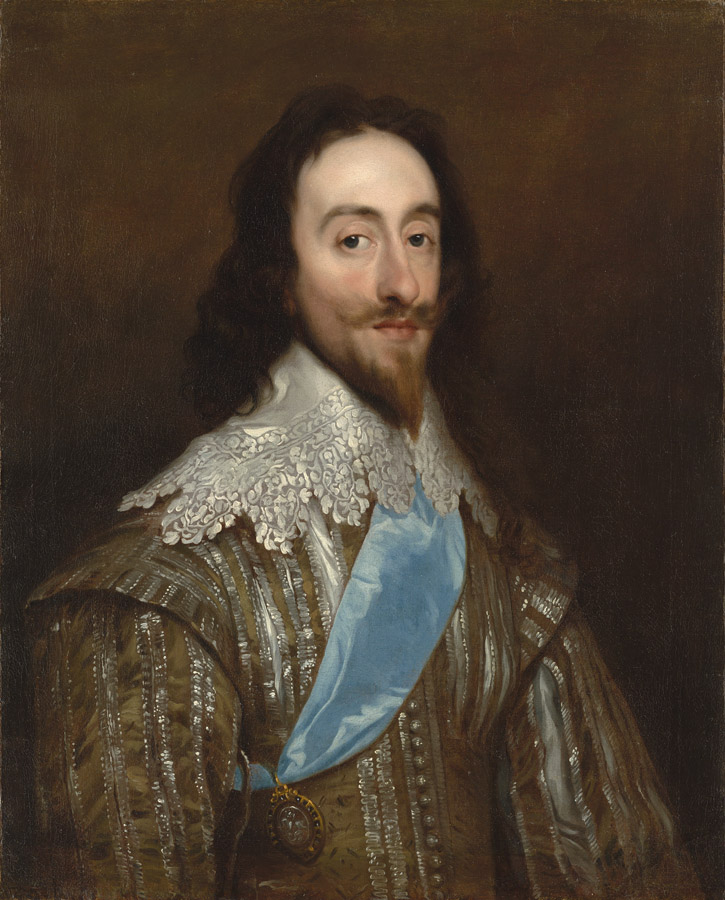
Carlo I d'Inghilterra.

Nel 1628 Carlo I per sostenere le spese necessarie all'appoggio militare in Francia per il soccorso degli ugonotti, convocò il Parlamento.
I parlamentari però, invece di concedere sussidi al re, gli chiesero conto di tutte le illegalità commesse, chiedendogli di firmare la cosiddetta Petizione dei Diritti (Petition of Right) con la quale si decretava che ogni imposizione fiscale dovesse essere approvata dal Parlamento stesso. Per questo motivo il re sciolse il Parlamento appena un mese dopo la riconvocazione.
Durante i dieci anni d'assenza del Parlamento, Carlo I tentò di racimolare denaro attraverso l'imposizione di nuovi tributi e di diffondere l'Anglicanesimo in Scozia, regione di fede calvinista, provocando una rivolta.
- Corto Parlamento aprile 1640 Il re convoca il Parlamento per ottenere il concorso finanziario necessario a proseguire la guerra contro gli scozzesi. Dopo due settimane viene decretato il suo scioglimento.
- Lungo Parlamento (1) novembre 1640 Il Parlamento viene riconvocato per le necessità della guerra
- Lungo Parlamento (2) 1645
- Rump Parliament dicembre 1648
- Parlamento di Barebone o dei Santi o Little Parliament luglio 1653 - sciolto 16 dicembre 1653
- First Protectorate Parliament 1654
- Second Protectorate Parliament 1656
- Third Protectorate Parliament 1659
- Rump Parliament restaurato 1659

Carlo I si trovò costretto a convocare il Parlamento per chiedere l'approvazione di ulteriori tasse necessarie a formare un esercito da inviare contro gli insorti. Ciò avvenne il 13 aprile 1640, ma il 5 maggio dello stesso anno, a causa delle proteste dei parlamentari, il monarca sciolse l'assemblea.
I successi dei rivoltosi scozzesi e lo scoppio della rivolta in Irlanda costrinsero però il re a riconvocare il parlamento e ad accettare, pur di farsi concedere sussidi, una limitazione, almeno formale, del proprio potere in favore di quello del parlamento stesso che non si sciolse fino al 1653.
Il re cercò di liberarsi dei parlamentari che gli erano più ostili ma questi, avvertiti in tempo, riuscirono a salvarsi anche con l'appoggio della popolazione di Londra, sempre più insofferente dell'atteggiamento di Carlo I.
Scoppiò così una guerra civile tra monarchici e parlamentari che alla fine vinsero con a capo Oliver Cromwell.
Nel 1647 Carlo I fuggì dall'Inghilterra e si rifugiò in Scozia per chiederle l'alleanza per la sua restaurazione. Gli scozzesi invasero l'Inghilterra ma il 17 agosto del 1648 Cromwell a capo del New Model Army sconfisse definitivamente a Preston gli scozzesi che gli consegnarono Carlo I.
Una parte dei membri del Parlamento, soprattutto i presbiteriani, cercarono di negoziare con il re un nuovo assetto istituzionale del Regno ma gli elementi più radicali dell'esercito si opposero e inviarono il 20 novembre una rimostranza al re. Le risposte di Carlo I non erano quelle sperate dagli oppositori ma vennero giudicate accettabili dai parlamentari il 5 dicembre con 125 voti contro 58.

## Il Rump Parliament
Il giorno dopo, il 6 dicembre 1648, il colonnello Thomas Pride, un compagno d'armi di Cromwell, occupò gli ingressi del Parlamento con due reggimenti di soldati e impedì l'accesso ai deputati elencati in una lista d'esclusione. L'operazione "Purga di Pride" proseguì i giorni seguenti sino alla riduzione dei parlamentari a una sessantina.
Nasceva così il "parlamento tronco" che giudicò il re per alto tradimento e lo condannò a morte. La sentenza, che recava la firma di Oliver Cromwell, venne eseguita il 30 gennaio 1649.

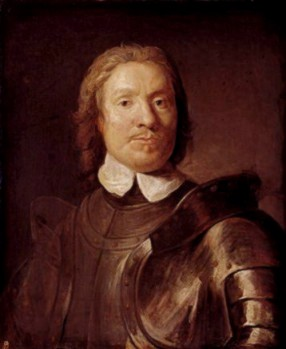
Oliver Cromwell

Durante lo svolgimento del processo, il Consiglio dell'esercito, rifacendosi al "Patto del popolo" (Agreement of the People for a firme peace) dell'inverno del 1647, avanzava una nuova petizione al Parlamento redatta dai Livellatori di John Lilburne dove si chiedeva lo scioglimento del Parlamento e nuove elezioni.
Il parlamento insabbiò il progetto e Cromwell e Fairfax s'incaricarono di reprimere l'agitazione popolare riportando l'ordine nel maggio del 1649.
Il 19 maggio dello stesso anno i parlamentari approvarono l'abolizione della Camera dei Lord e della monarchia, istituìrono un Consiglio di Stato, emanazione dell'esercito, a cui affidarono il potere esecutivo e proclamarono la Repubblica (Commonwealth)
Degradando sempre più il potere del "Rump parliament" il 20 aprile 1653 Cromwell con un atto di forza ne stabilì lo scioglimento. Un ironico avviso venne affisso sulla porta dell'assemblea: «Camera da affittare»
Il Parlamento sarà sostituito da una camera di Rappresentanza nel giugno del 1653 costituita da 140 membri (129 inglesi, 5 scozzesi e 6 irlandesi) designati dal Consiglio di Stato su guida di Cromwell.
Si costituiva così il 4 luglio 1653 quello che fu chiamato "Parlamento di Barebone", od anche "Parlamento dei Santi" (costituito dai puritani). Il "Little Parliament" sarà sciolto nello stesso anno 1653 e fu l'ultimo tentativo del Commonwealth inglese di trovare una stabilizzazione della politica prima di nominare il 16 dicembre 1653 Oliver Cromwell Lord protettore.